# Ivan Skerlecz
Ivan Skerlecz, chorw. Ivan Škrlec (ur. 30 lipca 1873 w Oroszló, zm. 12 stycznia 1951 w Budapeszcie) – chorwacki polityk i prawnik, ban Chorwacji w latach 1913–1917.

## Życiorys
Studia prawnicze odbył w Peczu i Budapeszcie. Następnie był stażystą w ministerstwie ds. chorwackich.
W 1913 roku, po odwołaniu ze stanowiska bana Slavka Cuvaja, został mianowany komisarzem w Chorwacji w celu uspokojenia sytuacji politycznej. Był mediatorem w negocjacjach pomiędzy premierem Węgier Istvánem Tiszą a politykami Koalicji Chorwacko-Serbskiej. Poskutkowały one przywróceniem ładu konstytucyjnego w Chorwacji i zniesieniem zarządu komisarycznego. Skerlecz został banem Chorwacji. Przeprowadzono wybory parlamentarne, w których zwyciężyła Hrvatsko-srpska koalicija. W 1917 roku Skerlecz odszedł ze stanowiska w związku z upadkiem rządu Tiszy. Po zakończeniu I wojny światowej zamieszkał na Węgrzech.